# Kapitalverkehrsteuer
Kapitalverkehrsteuern sind in der Finanzwissenschaft und Steuerlehre eine Steuergruppe, die als Steuerobjekte Transaktionen des Kapitalverkehrs besteuert.

## Allgemeines
In Deutschland wird im Steuerrecht, vor allem in der Amtssprache und in der Finanzwissenschaft, traditionell das Fugen-s weggelassen (Körperschaftsteuer, Verbrauchsteuer, Aufwandsteuer); in Österreich und der Schweiz dagegen meist verwendet.
Kapitalverkehrsteuern gehören zu den Verkehrsteuern. Durch Verkehrsteuern wird die Einkommensverwendung in vielfältiger Weise besteuert, wobei jedoch die persönliche Leistungsfähigkeit des Steuerschuldners nicht berücksichtigt wird.

## Steuerarten

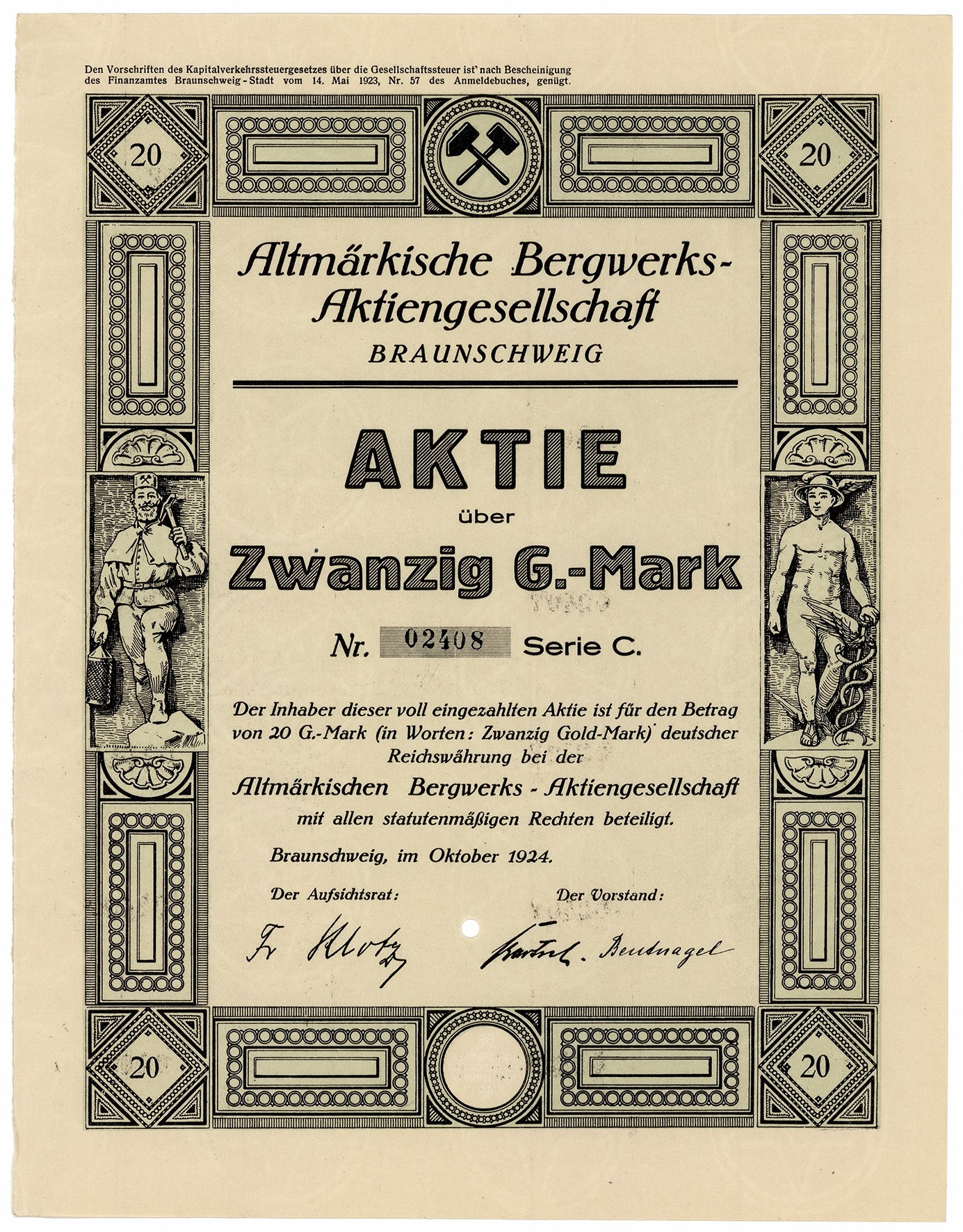
Aktie über 20 Goldmark der Altmärkischen Bergwerks-AG vom Oktober 1924 mit Aufdruck, der bestätigt, dass die Vorschriften des Kapitalverkehrsteuergesetz eingehalten sind.

Es gibt oder gab folgende Steuerarten:
| Steuergruppe          | Steuerart | Steuerobjekt |
| --------------------- | --- | --- |
| Kapitalverkehrsteuern | Börsenumsatzsteuer Finanztransaktionssteuer Gesellschaftsteuer Wertpapiersteuer                                           | Umsatz an Effekten Besteuerung von börslichen und außerbörslichen Finanztransaktionen Besteuerung des Ersterwerbs von Anteilen an Kapitalgesellschaften Besteuerung der Anschaffung von Schuldverschreibungen                                                                     |
| Rechtsverkehrsteuern  | Feuerschutzsteuer Grunderwerbsteuer Rennwett- und Lotteriesteuer Schankerlaubnissteuer Spielbankabgabe Versicherungsteuer | Besteuerung von Versicherungsprämien für Feuerversicherungen Besteuerung vom Grundstückserwerb Besteuerung von Rennwetten und Lotterien Besteuerung der Schankerlaubnis Besteuerung der Betreiber öffentlicher Spielbanken Besteuerung des Abschlusses von Versicherungsverträgen |
| Realverkehrsteuern    | Kraftfahrzeugsteuer | Besteuerung des Kraftfahrzeughaltens |

Die Wertpapiersteuer wurde im Dezember 1964 abgeschafft, die Börsenumsatzsteuer und Gesellschaftsteuer folgten im Dezember 1991. Derzeit gibt es in Deutschland keine Kapitalverkehrsteuer.

## International

### Europaische UnionEuropäische Union
Eine Finanztransaktionssteuer in allen EU-Mitgliedstaaten wird seit 2011 intensiv diskutiert, aber konnte bisher nicht erreicht werden. Lediglich einzelne Staaten wie Belgien, Finnland, Frankreich, Griechenland, Irland, Italien, Spanien oder Zypern führten eine Art Börsenumsatzsteuer ein.
Im Frühjahr 2012 starteten neun EU-Länder einen neuen Vorstoß, eine Finanztransaktionssteuer auf EU-Ebene einzuführen, scheiterten aber vor allem am Widerstand der beiden Nicht-Euro-Länder Großbritannien und Schweden. Die Alternative, die Steuer nur in der Eurozone einzuführen, scheiterte wiederum am Widerstand von Luxemburg und den Niederlanden. Im Juni 2012 wurde die Zielsetzung einer Einführung in der gesamten Eurozone aufgegeben. Die verbleibenden EU-Länder einigten sich darauf, die Finanztransaktionssteuer nunmehr nur in den befürwortenden Ländern einzuführen.

### SchweizSchweiz
In der Schweiz wird eine Umsatzabgabe von 1,5 ‰ für inländische Wertpapiere und 3,0 ‰ für ausländische Wertpapiere erhoben, wobei zahlreiche Ausnahmen und Befreiungen für institutionelle Anleger, Wertpapierfonds und Versicherungsunternehmen eine umfassende Besteuerung ausschließen. 

### OsterreichÖsterreich
In Österreich werden die Wertpapiersteuer (seit Jänner 1995), die Börsenumsatzsteuer (seit Oktober 2000) und die Gesellschaftsteuer (seit Jänner 2016) nicht mehr erhoben.

### Vereinigtes KonigreichVereinigtes Königreich
In Großbritannien gibt es eine seit 1986 existierende Stempelsteuer (englisch Stamp duty reserve tax (SDRT)) für den Handel mit Aktien inländischer Aktiengesellschaften an der Börse.

## Wirtschaftliche Aspekte
Eine der ersten Überlegungen zu einer Besteuerung des Aktienmarkts geht auf John Maynard Keynes nach der Great Depression aus dem Jahre 1936 zurück. Keynes war der Auffassung, dass eine solche Steuer die Spekulation begrenzen könne. Dabei übersah er nicht, dass eine Besteuerung durchaus neue Investitionen behindern könnte. Seither werden in den Wirtschaftswissenschaften Kapitalverkehrsteuern oft kritisch bewertet, weil diese als Transaktionskosten die Effizienz der Wertpapiermärkte senkten. So stellten Karl Friedrich Habermeier und Andrei Pawlowitsch Kirilenko in einer Studie des IWF fest, dass Transaktionssteuern negative Effekte auf Volatilität und Marktliquidität von Märkten haben und zu einer geringeren Informationseffizienz führen. In einer Studie über Änderungen in der finnischen und schwedischen Börsenumsatzsteuer haben Peter Swan und Joakim Westerholm festgestellt, dass eine Verringerung von Transaktionskosten zu deutlich niedrigerer Volatilität führt. Transaktionskosten können die Umschlagshäufigkeit auf Finanzmärkten verringern, weil Marktteilnehmer sie bei ihren Transaktionen im Hinblick auf Gewinne oder Renditen zu berücksichtigen haben. Überall dort, wo sie erhoben werden oder wurden, waren sie lediglich Bagatellsteuern mit relativ geringem Steueraufkommen.
Mit einer Kapitalverkehrsteuer werden zunächst die Finanzintermediäre belastet, die diese Steuern in der Bankkalkulation der Finanzprodukte oder Finanzinstrumente den nachfragenden Kunden als indirekte Steuern weiterbelasten (lediglich beim Eigenhandel sind die Finanzintermediäre selbst direkt belastet). Hierdurch kommt es zur Steuerüberwälzung, so dass die Steuern im Endeffekt (durch höhere Provisionen oder Zinssätze) ganz oder teilweise durch die Anleger als Steuerträger getragen werden. Eine Steuerüberwälzung gelingt vollständig, wenn auf einem Finanzmarkt eine vollkommen unelastische Nachfrageelastizität (die Nachfrage ist vom Marktpreis unabhängig) vorhanden ist.
Sollen Kapitalverkehrsteuern ihre Funktion als Lenkungssteuern ausüben, müssen sämtliche Transaktionen auf den Finanzmärkten besteuert werden. Tatsächlich aber werden lediglich Teilbereiche mit einzelnen Steuerarten belastet.